# Йени махала (квартал в Багджълар)
„Йени махала“ (на турски: Yenimahalle) е квартал на Истанбул, разположен в околия Багджълар. Общата му площ е 0,78 км2. Според данни на Адресната система за регистриране на населението (ABPRS) към 2023 г. населението на „Йени махала“ е 34 138 жители.